# Ruby Braff
Reuben "Ruby" Braff (Boston, 16 de março de 1927 – Chatham, 9 de fevereiro de 2003) foi um trompetista de jazz e cornetista norte-americano.
Nascido em Boston, Massachusetts, Estados Unidos, começou a tocar em clubes locais na década de 1940.
Trabalhou com o cantor Tony Bennett, entre os anos de 1971 e 1973.
Ruby morreu em Chatham, Massachusetts. Ele tinha 75 anos e vivia em Harwich, Massachusetts.